# Zu Tisch
Zu Tisch (alternativ auch Zu Tisch … und Zu Tisch in …) ist eine Reihe rund  halbstündiger Dokumentarfilme des ZDF für den deutsch-französischen Kulturkanal Arte, gedreht an verschiedenen Schauplätzen weltweit. Der französische Titel lautet Cuisines des terroirs.

## Konzept
Das Kamerateam besucht Menschen in unterschiedlichen Regionen und begleitet sie durch den Alltag. Es wird neben der Zubereitung mehrerer regionaltypischer Gerichte auch die Erzeugung oder der Erwerb der Zutaten präsentiert. Die Sendung soll erfahrbar machen, was die Küche für die Menschen in diesen Regionen bedeutet, „denn die Kunst des Kochens ist eine Sache der Sinne.“ Die Rezepte werden auf der Website der Sendung auch veröffentlicht.

## Ausstrahlung
Die Erstausstrahlung der Folgen findet auf Arte statt, die Wiederholungen der Folgen laufen auf Arte, 3sat, ServusTV, Phoenix, ZDFinfo, BonGusto, Planet, ORF 2, ORF 3, SRF zwei und S1.
Die Reihe wurde am 7. Januar 2001 mit der Folge Zu Tisch in … Sardinien, im Land der Hirten begonnen. Bis Ende 2024 wurden 301 Folgen erstausgestrahlt, überwiegend aus europäischen Regionen.

## Kritiken
„Sparsame Kommentare, ungekünstelte O-Töne, dazu Gesichter, Landschaften, Kochtöpfe, Alltag, statt des üblichen, schwer lustigen Geschnatters.“ (Slow Food 1/2006)
„Wenn nichts mehr geht, dann ist es Zeit für eine Folge Zu Tisch. Wenn am Abend jeder Film zu laut und zu lang erscheint, sind die halbstündigen Dokus auf Arte über kulinarische Traditionen eines europäischen Landstrichs genau das Richtige. Das liegt vor allem daran, dass das Konzept der Reihe so schlicht ist. Man besucht eine normale Familie in pittoresker Landschaft, oft arbeiten die Leute in der Landwirtschaft. Dann lässt man sich von ihnen zeigen, was man bei ihnen eben so kocht. Nichts ist hier überinszeniert, die Kommentare sind sachlich, die Musik zurückhaltend und immer: heiter.“

## Episodenliste

### 2001
| Nr. (ges.) | Nr. (St.) | Originaltitel                                 | Erstausstrahlung D | Drehbuch                    | Sender |
| ---------- | --------- | --------------------------------------------- | ------------------ | --------------------------- | ------ |
| 1          | 1         | Zu Tisch ... in Sardinien, im Land der Hirten | 7. Jan. 2001       | Elke Sasse                  | Arte   |
| 2          | 2         | Zu Tisch ... in Böhmen                        | 4. Feb. 2001       | Stefan Pannen               | Arte   |
| 3          | 3         | Zu Tisch ... in Andalusien                    | 4. März 2001       | Alix François Meier         | Arte   |
| 4          | 4         | Zu Tisch ... in Wallonien                     | 1. Apr. 2001       | Martina Dase, Markus Netzer | Arte   |
| 5          | 5         | Zu Tisch ... an der Algarve                   | 29. Apr. 2001      | Kristian Kähler             | Arte   |
| 6          | 6         | Zu Tisch ... in Ungarn                        | 27. Mai 2001       | Michael Grotenhoff          | Arte   |
| 7          | 7         | Zu Tisch ... in Baden                         | 24. Juni 2001      | Eberhard Rühle              | Arte   |
| 8          | 8         | Zu Tisch ... in Piemont                       | 5. Aug. 2001       | Christa Graf                | Arte   |
| 9          | 9         | Zu Tisch ... auf dem Peloponnes               | 2. Sep. 2001       | Johannes Eglau              | Arte   |
| 10         | 10        | Zu Tisch ... in Schottland                    | 30. Sep. 2001      | Adama Ullrich               | Arte   |
| 11         | 11        | Zu Tisch ... in Norwegen                      | 4. Nov. 2001       | Anne Worst                  | Arte   |
| 12         | 12        | Zu Tisch ... in der Normandie                 | 2. Dez. 2001       | Holger Preuße               | Arte   |

### 2002
| Nr. (ges.) | Nr. (St.) | Originaltitel                  | Erstausstrahlung D | Drehbuch                        | Sender |
| ---------- | --------- | ------------------------------ | ------------------ | ------------------------------- | ------ |
| 13         | 1         | Zu Tisch ... in Polen          | 6. Jan. 2002       | Barbara Glaubitz, Stefan Pannen | Arte   |
| 14         | 2         | Zu Tisch ... in der Bresse     | 3. Feb. 2002       | Kristian Kähler                 | Arte   |
| 15         | 3         | Zu Tisch ... in der Ukraine    | 3. März 2002       | Elke Sasse                      | Arte   |
| 16         | 4         | Zu Tisch ... in Brandenburg    | 31. März 2002      | Claus Wischmann                 | Arte   |
| 17         | 5         | Zu Tisch ... in Basilikata     | 5. Mai 2002        | Stefan Pannen                   | Arte   |
| 18         | 6         | Zu Tisch ... in Kroatien       | 26. Mai 2002       | Johannes Eglau                  | Arte   |
| 19         | 7         | Zu Tisch ... im Baskenland     | 7. Juli 2002       | Eberhard Rühle                  | Arte   |
| 20         | 8         | Zu Tisch ... in Finnland       | 4. Aug. 2002       | Michael Grotenhoff              | Arte   |
| 21         | 9         | Zu Tisch ... in Litauen        | 1. Sep. 2002       | Alix François Meier             | Arte   |
| 22         | 10        | Zu Tisch ... in der Steiermark | 6. Okt. 2002       | Wilma Pradetto                  | Arte   |
| 23         | 11        | Zu Tisch ... in der Türkei     | 3. Nov. 2002       | Elke Sasse                      | Arte   |
| 24         | 12        | Zu Tisch ... in Sachsen        | 1. Dez. 2002       | Adama Ulrich                    | Arte   |

### 2003
| Nr. (ges.) | Nr. (St.) | Originaltitel                | Erstausstrahlung D | Drehbuch            | Sender |
| ---------- | --------- | ---------------------------- | ------------------ | ------------------- | ------ |
| 25         | 1         | Zu Tisch ... im Quercy       | 5. Jan. 2003       | Alix François Meier | Arte   |
| 26         | 2         | Zu Tisch ... in Lothringen   | 3. Feb. 2003       | Holger Preuße       | Arte   |
| 27         | 3         | Zu Tisch ... in Friesland    | 2. März 2003       | Kristian Kähler     | Arte   |
| 28         | 4         | Zu Tisch ... in Russland     | 6. Apr. 2003       | Martina Dase        | Arte   |
| 29         | 5         | Zu Tisch ... in Wales        | 4. Mai 2003        | Kristian Kähler     | Arte   |
| 30         | 6         | Zu Tisch ... in Rumänien     | 1. Juni 2003       | Eberhard Rühle      | Arte   |
| 31         | 7         | Zu Tisch ... in Dalmatien    | 8. Juni 2003       | Johannes Eglau      | Arte   |
| 32         | 8         | Zu Tisch ... auf Mallorca    | 31. Aug. 2003      | Alix François Meier | Arte   |
| 33         | 9         | Zu Tisch ... in der Auvergne | 5. Okt. 2003       | Stefan Pannen       | Arte   |
| 34         | 10        | Zu Tisch ... in Franken      | 2. Nov. 2003       | Adama Ulrich        | Arte   |
| 35         | 11        | Zu Tisch ... in Schweden     | 7. Dez. 2003       | Anne Worst          | Arte   |

### 2004
| Nr. (ges.) | Nr. (St.) | Originaltitel                    | Erstausstrahlung D | Drehbuch           | Sender |
| ---------- | --------- | -------------------------------- | ------------------ | ------------------ | ------ |
| 36         | 1         | Zu Tisch ... in der Schweiz      | 4. Jan. 2004       | Kristian Kähler    | Arte   |
| 37         | 2         | Zu Tisch ... auf Sizilien        | 1. Feb. 2004       | Stefan Pannen      | Arte   |
| 38         | 3         | Zu Tisch ... in Tunesien         | 29. Feb. 2004      | Elke Sasse         | Arte   |
| 39         | 4         | Zu Tisch ... im Aosta-Tal        | 4. Apr. 2004       | Wilma Pradetto     | Arte   |
| 40         | 5         | Zu Tisch ... in Schlesien        | 19. Mai 2004       | Michael Grotenhoff | Arte   |
| 41         | 6         | Zu Tisch ... in Weißrussland     | 6. Juni 2004       | Claus Wischmann    | Arte   |
| 42         | 7         | Zu Tisch ... auf Zypern          | 12. Sep. 2004      | Elke Sasse         | Arte   |
| 43         | 8         | Zu Tisch ... in den Niederlanden | 10. Okt. 2004      | Claus Wischmann    | Arte   |
| 44         | 9         | Zu Tisch ... in Bulgarien        | 7. Nov. 2004       | Adama Ulrich       | Arte   |
| 45         | 10        | Zu Tisch ... in Kampanien        | 5. Dez. 2004       | Eberhard Rühle     | Arte   |

### 2005
| Nr. (ges.) | Nr. (St.) | Originaltitel                   | Erstausstrahlung D | Drehbuch           | Sender |
| ---------- | --------- | ------------------------------- | ------------------ | ------------------ | ------ |
| 46         | 1         | Zu Tisch ... im Schwarzwald     | 2. Jan. 2005       | Kristian Kähler    | Arte   |
| 47         | 2         | Zu Tisch ... in Estland         | 6. Feb. 2005       | Michael Grotenhoff | Arte   |
| 48         | 3         | Zu Tisch ... in den Abruzzen    | 6. März 2005       | Wilma Pradetto     | Arte   |
| 49         | 4         | Zu Tisch ... auf Korsika        | 3. Apr. 2005       | Kristian Kähler    | Arte   |
| 50         | 5         | Zu Tisch ... in der Wachau      | 1. Mai 2005        | Stefan Pannen      | Arte   |
| 51         | 6         | Zu Tisch ... auf La Palma       | 5. Juni 2005       | Elke Sasse         | Arte   |
| 52         | 7         | Zu Tisch ... in der Extremadura | 8. Juli 2005       | Holger Preuße      | Arte   |
| 53         | 8         | Zu Tisch ... in Slowenien       | 30. Okt. 2005      | Holger Preuße      | Arte   |
| 54         | 9         | Zu Tisch ... in Thüringen       | 6. Nov. 2005       | Claus Wischmann    | Arte   |
| 55         | 10        | Zu Tisch ... in Kirgisistan     | 4. Dez. 2005       | Kristian Kähler    | Arte   |

### 2006
| Nr. (ges.) | Nr. (St.) | Originaltitel                                   | Erstausstrahlung D | Drehbuch            | Sender |
| ---------- | --------- | ----------------------------------------------- | ------------------ | ------------------- | ------ |
| 56         | 1         | Zu Tisch ... in Bouches-du-Rhône / Marseille    | 1. Jan. 2006       | Alix François Meier | Arte   |
| 57         | 2         | Zu Tisch ... in Seeland                         | 5. Feb. 2006       | Stefan Pannen       | Arte   |
| 58         | 3         | Zu Tisch ... in Irland                          | 5. März 2006       | Kristian Kähler     | Arte   |
| 59         | 4         | Zu Tisch ... in Makedonien                      | 2. Apr. 2006       | Adama Ulrich        | Arte   |
| 60         | 5         | Zu Tisch ... auf Guadeloupe                     | 30. Apr. 2006      | Eberhard Rühle      | Arte   |
| 61         | 6         | Zu Tisch ... an der türkischen Schwarzmeerküste | 21. Mai 2006       | Elke Sasse          | Arte   |
| 62         | 7         | Zu Tisch ... im Tessin                          | 4. Juni 2006       | Michael Grotenhoff  | Arte   |
| 63         | 8         | Zu Tisch ... in den Marken                      | 3. Sep. 2006       | Elke Sasse          | Arte   |
| 64         | 9         | Zu Tisch ... in Budapest                        | 1. Okt. 2006       | Claus Wischmann     | Arte   |
| 65         | 10        | Zu Tisch ... in Island                          | 5. Nov. 2006       | Holger Preuße       | Arte   |
| 66         | 11        | Zu Tisch ... im Allgäu                          | 3. Dez. 2006       | Kristian Kähler     | Arte   |
| 67         | 12        | Zu Tisch ... im Atlasgebirge                    | 31. Dez. 2006      | Holger Preuße       | Arte   |

### 2007
| Nr. (ges.) | Nr. (St.) | Originaltitel                           | Erstausstrahlung D | Drehbuch                         | Sender |
| ---------- | --------- | --------------------------------------- | ------------------ | -------------------------------- | ------ |
| 68         | 1         | Zu Tisch ... im Sankt Petersburger Land | 4. Feb. 2007       | Hanna Leissner                   | Arte   |
| 69         | 2         | Zu Tisch ... auf La Réunion             | 4. März 2007       | Elke Sasse                       | Arte   |
| 70         | 3         | Zu Tisch ... im Waldviertel             | 1. Apr. 2007       | Wilma Pradetto                   | Arte   |
| 71         | 4         | Zu Tisch ... in Katalonien              | 6. Mai 2007        | Alix François Meier              | Arte   |
| 72         | 5         | Zu Tisch ... in der Bretagne            | 3. Juni 2007       | Alois Berger                     | Arte   |
| 73         | 6         | Zu Tisch ... in Argentinien             | 1. Juli 2007       | Ivonne Schwamborn, Stefan Pannen | Arte   |
| 74         | 7         | Zu Tisch ... in Kalabrien               | 17. Aug. 2007      | Kristian Kähler                  | Arte   |
| 75         | 8         | Zu Tisch ... in Moldawien               | 2. Sep. 2007       | Peter Podjavorsek                | Arte   |
| 76         | 9         | Zu Tisch ... an der Gironde-Mündung     | 30. Sep. 2007      | Alix François Meier              | Arte   |
| 77         | 10        | Zu Tisch ... in Südalgerien             | 4. Nov. 2007       | Holger Preuße, Valerie Theobaldt | Arte   |
| 78         | 11        | Zu Tisch ... in der Provence            | 23. Dez. 2007      | Alix François Meier              | Arte   |

### 2008
| Nr. (ges.) | Nr. (St.) | Originaltitel                    | Erstausstrahlung D | Drehbuch                            | Sender |
| ---------- | --------- | -------------------------------- | ------------------ | ----------------------------------- | ------ |
| 79         | 1         | Zu Tisch ... in den Waldkarpaten | 6. Jan. 2008       | Elke Sasse                          | Arte   |
| 80         | 2         | Zu Tisch ... in Ostanatolien     | 10. Feb. 2008      | Claus Wischmann                     | Arte   |
| 81         | 3         | Zu Tisch ... in Cornwall         | 9. März 2008       | Kristian Kähler                     | Arte   |
| 82         | 4         | Zu Tisch ... in Montenegro       | 6. Apr. 2008       | Mirjana Momirović, Caroline Haertel | Arte   |
| 83         | 5         | Zu Tisch ... in Ligurien         | 4. Mai 2008        | Stefan Pannen                       | Arte   |
| 84         | 6         | Zu Tisch ... in Dalarna          | 1. Juni 2008       | Adama Ulrich                        | Arte   |
| 85         | 7         | Zu Tisch ... auf Hiddensee       | 6. Juli 2008       | Eberhard Rühle                      | Arte   |
| 86         | 8         | Zu Tisch ... in Trás-os-Montes   | 3. Aug. 2008       | Ivonne Schwamborn                   | Arte   |
| 87         | 9         | Zu Tisch ... in Westfalen        | 7. Sep. 2008       | Hanna Leissner                      | Arte   |
| 88         | 10        | Zu Tisch ... in Latium           | 5. Okt. 2008       | Stefan Pannen                       | Arte   |
| 89         | 11        | Zu Tisch ... in der Herzegowina  | 9. Nov. 2008       | Mirjana Momirović, Caroline Haertel | Arte   |
| 90         | 12        | Zu Tisch ... in Lappland         | 7. Dez. 2008       | Kristian Kähler                     | Arte   |

### 2009
| Nr. (ges.) | Nr. (St.) | Originaltitel                      | Erstausstrahlung D | Drehbuch            | Sender |
| ---------- | --------- | ---------------------------------- | ------------------ | ------------------- | ------ |
| 91         | 1         | Zu Tisch ... in Flandern           | 4. Jan. 2009       | Alois Berger        | Arte   |
| 92         | 2         | Zu Tisch ... in Asturien           | 1. März 2009       | Adama Ulrich        | Arte   |
| 93         | 3         | Zu Tisch ... auf Malta             | 5. Apr. 2009       | Peter Podjavorsek   | Arte   |
| 94         | 4         | Zu Tisch ... im Bregenzerwald      | 3. Mai 2009        | Wilma Pradetto      | Arte   |
| 95         | 5         | Zu Tisch ... in Damaskus           | 7. Juni 2009       | Holger Preuße       | Arte   |
| 96         | 6         | Zu Tisch ... im Veneto             | 5. Juli 2009       | Michael Grotenhoff  | Arte   |
| 97         | 7         | Zu Tisch ... in Cambridgeshire     | 30. Juli 2009      | Claus Wischmann     | Planet |
| 98         | 8         | Zu Tisch ... auf Kreta             | 2. Aug. 2009       | Eberhard Rühle      | Arte   |
| 99         | 9         | Zu Tisch ... in Agen               | 6. Aug. 2009       | Alix François Meier | Planet |
| 100        | 10        | Zu Tisch ... im Aude               | 4. Okt. 2009       | Alix François Meier | Arte   |
| 101        | 11        | Zu Tisch ... an der Côte Vermeille | 1. Nov. 2009       | Lorenz Findeisen    | Arte   |

### 2010
| Nr. (ges.) | Nr. (St.) | Originaltitel                        | Erstausstrahlung D | Drehbuch                            | Sender |
| ---------- | --------- | ------------------------------------ | ------------------ | ----------------------------------- | ------ |
| 102        | 1         | Zu Tisch ... in Hedmark              | 9. Jan. 2010       | Claus Wischmann                     | Arte   |
| 103        | 2         | Zu Tisch ... in Mähren               | 6. Feb. 2010       | Mirjana Momirović, Caroline Haertel | Arte   |
| 104        | 3         | Zu Tisch ... in Ägypten              | 6. März 2010       | Adama Ulrich                        | Arte   |
| 105        | 4         | Zu Tisch ... in der Lüneburger Heide | 3. Apr. 2010       | Holger Preuße, Anke Möller          | Arte   |
| 106        | 5         | Zu Tisch ... in Kastilien            | 8. Mai 2010        | Adama Ulrich                        | Arte   |
| 107        | 6         | Zu Tisch ... in Georgien             | 12. Juni 2010      | Eberhard Rühle                      | Arte   |
| 108        | 7         | Zu Tisch ... im Balkangebirge        | 3. Juli 2010       | Friederike Schlumbom                | Arte   |
| 109        | 8         | Zu Tisch ... im Spreewald            | 5. Sep. 2010       | Hanna Leissner                      | Arte   |
| 110        | 9         | Zu Tisch ... in Istanbul             | 26. Sep. 2010      | Elke Sasse                          | Arte   |
| 111        | 10        | Zu Tisch ... im Meraner Land         | 10. Okt. 2010      | Stefan Pannen                       | Arte   |
| 112        | 11        | Zu Tisch ... in Apulien              | 7. Nov. 2010       | Wilma Pradetto                      | Arte   |
| 113        | 12        | Zu Tisch ... in Burgund              | 5. Dez. 2010       | Alois Berger                        | Arte   |
| 114        | 13        | Zu Tisch ... im Südosten Polens      | 26. Dez. 2010      | Peter Podjavorsek                   | Arte   |

### 2011
| Nr. (ges.) | Nr. (St.) | Originaltitel                      | Erstausstrahlung D | Drehbuch                            | Sender |
| ---------- | --------- | ---------------------------------- | ------------------ | ----------------------------------- | ------ |
| 115        | 1         | Zu Tisch ... am Chiemsee           | 2. Jan. 2011       | Alois Berger                        | Arte   |
| 116        | 2         | Zu Tisch ... in Serbien            | 13. Feb. 2011      | Mirjana Momirović, Caroline Haertel | Arte   |
| 117        | 3         | Zu Tisch ... auf den Azoren        | 6. März 2011       | Ivonne Schwamborn                   | Arte   |
| 118        | 4         | Zu Tisch ... in Molise             | 3. Apr. 2011       | Claus Wischmann                     | Arte   |
| 119        | 5         | Zu Tisch ... in Wien               | 22. Mai 2011       | Wilma Pradetto                      | Arte   |
| 120        | 6         | Zu Tisch ... in Lettland           | 1. Juni 2011       | Michael Grotenhoff                  | Arte   |
| 121        | 7         | Zu Tisch ... in der Toskana        | 5. Juni 2010       | Michael Grotenhoff                  | Arte   |
| 122        | 8         | Zu Tisch ... in Nord-Pas-de-Calais | 18. Sep. 2011      | Alix François Meier                 | Arte   |
| 123        | 9         | Zu Tisch ... in Bohuslän           | 2. Okt. 2011       | Holger Preuße                       | Arte   |
| 124        | 10        | Zu Tisch ... im Altai-Gebirge      | 6. Nov. 2011       | Stefan Pannen                       | Arte   |
| 125        | 11        | Zu Tisch ... in Bethlehem          | 25. Dez. 2011      | Elke Sasse                          | Arte   |

### 2012
| Nr. (ges.) | Nr. (St.) | Originaltitel                                                           | Erstausstrahlung D | Drehbuch                            | Sender |
| ---------- | --------- | ----------------------------------------------------------------------- | ------------------ | ----------------------------------- | ------ |
| 126        | 1         | Zu Tisch ... in Volterra                                                | 15. Jan. 2012      | Mirjana Momirović, Caroline Haertel | Arte   |
| 127        | 2         | Zu Tisch ... an der Amalfiküste                                         | 29. Jan. 2012      | Eberhard Rühle                      | Arte   |
| 128        | 3         | Zu Tisch ... in der Camargue                                            | 12. Feb. 2012      | Alix François Meier                 | Arte   |
| 129        | 4         | Zu Tisch ... in Basel zur Fasnacht                                      | 26. Feb. 2012      | Adama Ulrich                        | Arte   |
| 130        | 5         | Zu Tisch ... auf den Shetland-Inseln                                    | 4. März 2012       | Friederike Schlumbom                | Arte   |
| 131        | 6         | Zu Tisch ... im Douro-Tal                                               | 18. März 2012      | Ivonne Schwamborn                   | Arte   |
| 132        | 7         | Zu Tisch ... im Finistère                                               | 1. Apr. 2012       | Lorenz Findeisen                    | Arte   |
| 133        | 8         | Zu Tisch ... in Luxemburg                                               | 6. Mai 2012        | Alois Berger                        | Arte   |
| 134        | 9         | Zu Tisch ... in Schleswig-Holstein                                      | 27. Mai 2012       | Hanna Leissner                      | Arte   |
| 135        | 10        | Zu Tisch ... in der Maramureș                                           | 3. Juni 2012       | Kristian Kähler                     | Arte   |
| 136        | 11        | Zu Tisch ... in Armenien                                                | 5. Aug. 2012       | Holger Preusse                      | Arte   |
| 137        | 12        | Zu Tisch ... in den Dolomiten                                           | 2. Sep. 2012       | Stefan Pannen                       | Arte   |
| 138        | 13        | Zu Tisch ... auf Madeira                                                | 14. Okt. 2012      | Ivonne Salo                         | Arte   |
| 139        | 14        | Zu Tisch ... in den Spanischen Pyrenäen                                 | 4. Nov. 2012       | Claus Wischmann                     | Arte   |
| 140        | 15        | Zu Tisch ... in Rheinhessen                                             | 11. Nov. 2012      | Alix François Meier                 | Arte   |
| 141        | 16        | Zu Tisch ... im Libanon                                                 | 2. Dez. 2012       | Caroline Haertel                    | Arte   |
| 142        | 17        | Zu Tisch ... auf dem Nürnberger Christkindlesmarkt – Nürnberg im Winter | 23. Dez. 2012      | Adama Ulrich                        | Arte   |

### 2013
| Nr. (ges.) | Nr. (St.) | Originaltitel                           | Erstausstrahlung D | Drehbuch                           | Sender |
| ---------- | --------- | --------------------------------------- | ------------------ | ---------------------------------- | ------ |
| 143        | 1         | Zu Tisch ... im Limousin                | 6. Jan. 2013       | Lorenz Findeisen                   | Arte   |
| 144        | 2         | Zu Tisch ... rund um den Vatikan        | 31. März 2013      | Holger Preuße                      | Arte   |
| 145        | 3         | Zu Tisch ... in Albanien                | 7. Apr. 2013       | Eberhard Rühle                     | Arte   |
| 146        | 4         | Zu Tisch ... in Äthiopien               | 5. Mai 2013        | Elke Sasse                         | Arte   |
| 147        | 5         | Zu Tisch ... in Masuren                 | 2. Juni 2013       | Wilma Pradetto                     | Arte   |
| 148        | 6         | Zu Tisch ... in Alta Langhe             | 7. Juli 2013       | Stefan Pannen                      | Arte   |
| 149        | 7         | Zu Tisch ... in Brüssel                 | 4. Aug. 2013       | Alois Berger                       | Arte   |
| 150        | 8         | Zu Tisch ... in der Albufera Valenciana | 1. Sep. 2013       | Hilde Bechert                      | Arte   |
| 151        | 9         | Zu Tisch ... in Lykien                  | 8. Sep. 2013       | Elke Sasse                         | Arte   |
| 152        | 10        | Zu Tisch ... auf Jersey                 | 15. Sep. 2013      | Martin Koddenberg, Kristian Kähler | Arte   |
| 153        | 11        | Zu Tisch ... im Ruhrgebiet              | 22. Sep. 2013      | Claus Wischmann                    | Arte   |
| 154        | 12        | Zu Tisch ... in La Rioja                | 6. Okt. 2013       | Adama Ulrich                       | Arte   |
| 155        | 13        | Zu Tisch ... in Transsilvanien          | 27. Okt. 2013      | Hanna Leissner                     | Arte   |
| 156        | 14        | Zu Tisch ... in Thessalien              | 1. Dez. 2013       | Claus Wischmann                    | Arte   |
| 157        | 15        | Zu Tisch ... auf den Hebriden           | 15. Dez. 2013      | Martin Koddenberg, Kristian Kähler | Arte   |
| 158        | 16        | Zu Tisch ... in Oberbayern              | 29. Dez. 2013      | Alois Berger                       | Arte   |

### 2014
| Nr. (ges.) | Nr. (St.) | Originaltitel                         | Erstausstrahlung D | Drehbuch               | Sender |
| ---------- | --------- | ------------------------------------- | ------------------ | ---------------------- | ------ |
| 159        | 1         | Zu Tisch ... in der Sologne           | 5. Jan. 2014       | Lorenz Findeisen       | Arte   |
| 160        | 2         | Zu Tisch ... im Grödnertal            | 23. März 2014      | Stefan Pannen          | Arte   |
| 161        | 3         | Zu Tisch ... in Kärnten               | 30. März 2014      | Wilma Pradetto         | Arte   |
| 162        | 4         | Zu Tisch ... im Elsass                | 6. Apr. 2014       | Alix François Meier    | Arte   |
| 163        | 5         | Zu Tisch ... in Süd-Sizilien          | 13. Apr. 2014      | Caroline Haertel       | Arte   |
| 164        | 6         | Zu Tisch ... auf Gotland              | 4. Mai 2014        | Holger Preuße          | Arte   |
| 165        | 7         | Zu Tisch ... in Istrien               | 18. Mai 2014       | Mirjana Momirović      | Arte   |
| 166        | 8         | Zu Tisch ... in Mecklenburg           | 1. Juni 2014       | Hanna Leissner         | Arte   |
| 167        | 9         | Zu Tisch ... in Galicien              | 31. Aug. 2014      | Claus Wischmann        | Arte   |
| 168        | 10        | Zu Tisch ... in Maastricht            | 5. Okt. 2014       | Alois Berger           | Arte   |
| 169        | 11        | Zu Tisch ... in der Schwalm           | 26. Okt. 2014      | Frederik Klose-Gerlich | Arte   |
| 170        | 12        | Zu Tisch ... in Charolais             | 16. Nov. 2014      | Lorenz Findeisen       | Arte   |
| 171        | 13        | Zu Tisch ... in Prag                  | 30. Nov. 2014      | Friederike Schlumbom   | Arte   |
| 172        | 14        | Zu Tisch ... in den Lechtaler Alpen   | 7. Dez. 2014       | Adama Ulrich           | Arte   |
| 173        | 15        | Zu Tisch ... auf der Schwäbischen Alb | 21. Dez. 2014      | Hanna Leissner         | Arte   |
| 174        | 16        | Zu Tisch ... auf Bornholm             | 28. Dez. 2014      | Ulrike Neubecker       | Arte   |

### 2015
| Nr. (ges.) | Nr. (St.) | Originaltitel                  | Erstausstrahlung D | Drehbuch                           | Sender |
| ---------- | --------- | ------------------------------ | ------------------ | ---------------------------------- | ------ |
| 175        | 1         | Zu Tisch ... im Donaudelta     | 4. Jan. 2015       | Lorenz Findeisen                   | Arte   |
| 176        | 2         | Zu Tisch ... im Süd-Dalmatien  | 15. Feb. 2015      | Mirjana Momirović                  | Arte   |
| 177        | 3         | Zu Tisch ... im Pays d’Auge    | 29. März 2015      | Holger Preuße                      | Arte   |
| 178        | 4         | Zu Tisch ... im Trentino       | 19. Apr. 2015      | Ellen Trapp                        | Arte   |
| 179        | 5         | Zu Tisch ... auf Elba          | 10. Mai 2015       | Cristina Ricci, Stefan Pannen      | Arte   |
| 180        | 6         | Zu Tisch ... in der Gascogne   | 6. Sep. 2015       | Marie Villetelle                   | Arte   |
| 181        | 7         | Zu Tisch ... in Umbrien        | 4. Okt. 2015       | Cristina Ricci, Stefan Pannen      | Arte   |
| 182        | 8         | Zu Tisch ... in Yorkshire      | 8. Nov. 2015       | Kristian Kähler, Martin Koddenberg | Arte   |
| 183        | 9         | Zu Tisch ... auf der Île de Ré | 29. Nov. 2015      | Alix François Meier                | Arte   |

### 2016
| Nr. (ges.) | Nr. (St.) | Originaltitel                   | Erstausstrahlung D | Drehbuch                           | Sender |
| ---------- | --------- | ------------------------------- | ------------------ | ---------------------------------- | ------ |
| 184        | 1         | Zu Tisch ... im Schweizer Jura  | 24. Jan. 2016      | Lorenz Findeisen                   | Arte   |
| 185        | 2         | Zu Tisch ... in Schonen         | 14. Feb. 2016      | Holger Preuße                      | Arte   |
| 186        | 3         | Zu Tisch ... im Burgenland      | 6. März 2016       | Wilma Pradetto                     | Arte   |
| 187        | 4         | Zu Tisch ... auf Rhodos         | 27. März 2016      | Elke Sasse                         | Arte   |
| 188        | 5         | Zu Tisch ... in Aragonien       | 17. Apr. 2016      | Adama Ulrich                       | Arte   |
| 189        | 6         | Zu Tisch ... im Harz            | 1. Mai 2016        | Hanna Leissner                     | Arte   |
| 190        | 7         | Zu Tisch ... in der Südpfalz    | 5. Juni 2016       | Ulrike Neubecker                   | Arte   |
| 191        | 8         | Zu Tisch ... in Lyon            | 2. Juli 2016       | Marie Villetelle                   | Arte   |
| 192        | 9         | Zu Tisch ... in der Emilia      | 20. Aug. 2016      | Claus Wischmann                    | Arte   |
| 193        | 10        | Zu Tisch ... in der Touraine    | 3. Sep. 2016       | Elke Sasse                         | Arte   |
| 194        | 11        | Zu Tisch ... in Kuba            | 18. Sep. 2016      | Alix François Meier                | Arte   |
| 195        | 12        | Zu Tisch ... im Bergischen Land | 1. Okt. 2016       | Stefanie Fleischmann, Adama Ulrich | Arte   |
| 196        | 13        | Zu Tisch ... in Nordirland      | 9. Okt. 2016       | Kristian Kähler, Martin Koddenberg | Arte   |
| 197        | 14        | Zu Tisch ... in Graubünden      | 22. Okt. 2016      | Hanna Leissner                     | Arte   |
| 198        | 15        | Zu Tisch ... in Karelien        | 5. Nov. 2016       | Hanna Leissner                     | Arte   |
| 199        | 16        | Zu Tisch ... am Plattensee      | 26. Nov. 2016      | Ulrike Neubecker                   | Arte   |
| 200        | 17        | Zu Tisch ... auf Menorca        | 10. Dez. 2016      | Claus Wischmann                    | Arte   |

### 2017
| Nr. (ges.) | Nr. (St.) | Originaltitel                            | Erstausstrahlung D | Drehbuch                      | Sender |
| ---------- | --------- | ---------------------------------------- | ------------------ | ----------------------------- | ------ |
| 201        | 1         | Zu Tisch ... im Alentejo                 | 4. Feb. 2017       | Ivonne Salo                   | Arte   |
| 202        | 2         | Zu Tisch ... im Salzburger Land          | 4. März 2017       | Wilma Pradetto                | Arte   |
| 203        | 3         | Zu Tisch ... in Mazedonien               | 1. Apr. 2017       | Mirjana Momirović             | Arte   |
| 204        | 4         | Zu Tisch ... in Sachsen-Anhalt           | 6. Mai 2017        | Caroline Haertel              | Arte   |
| 205        | 5         | Zu Tisch ... in Friaul                   | 1. Juli 2017       | Holger Preuße                 | Arte   |
| 206        | 6         | Zu Tisch ... in der Provence, Frankreich | 26. Aug. 2017      | Alix François Meier           | Arte   |
| 207        | 7         | Zu Tisch ... in der Slawonien, Kroatien  | 2. Sep. 2017       | Mirjana Momirović             | Arte   |
| 208        | 8         | Zu Tisch ... in Kampanien, Italien       | 7. Okt. 2017       | Stefan Pannen, Cristina Ricci | Arte   |
| 209        | 9         | Zu Tisch ... in Nordschweden             | 4. Nov. 2017       | Holger Preuße                 | Arte   |
| 210        | 10        | Zu Tisch ... am Mont Blanc, Frankreich   | 2. Dez. 2017       | Friederike Schlumbom          | Arte   |

### 2018
| Nr. (ges.) | Nr. (St.) | Originaltitel                                 | Erstausstrahlung D | Drehbuch                       | Sender |
| ---------- | --------- | --------------------------------------------- | ------------------ | ------------------------------ | ------ |
| 211        | 1         | Zu Tisch ... in der Wetterau, Deutschland     | 13. Jan. 2018      | Adama Ulrich, Julia Jasjunas   | Arte   |
| 212        | 2         | Zu Tisch ... in Finnland                      | 17. Feb. 2018      | Marvin Entholt                 | Arte   |
| 213        | 3         | Zu Tisch ... in der Steiermark, Österreich    | 31. März 2018      | Wilma Pradetto                 | Arte   |
| 214        | 4         | Zu Tisch ... auf Ibiza, Spanien               | 14. Apr. 2018      | Caroline Haertel               | Arte   |
| 215        | 5         | Zu Tisch ... in Sachsen, Deutschland          | 5. Mai 2018        | Peter Podjavorsek              | Arte   |
| 216        | 6         | Zu Tisch ... im Iran                          | 12. Mai 2018       | Natalie Amiri                  | Arte   |
| 217        | 7         | Zu Tisch ... in der Garrotxa, Spanien         | 2. Juni 2018       | Claus Wischmann                | Arte   |
| 218        | 8         | Zu Tisch ... in Poitou, Frankreich            | 7. Juli 2018       | Lorenz Findeisen               | Arte   |
| 219        | 9         | Zu Tisch ... in der Ostschweiz                | 25. Aug. 2018      | Hanna Leissner                 | Arte   |
| 220        | 10        | Zu Tisch ... auf La Gomera, Spanien           | 23. Sep. 2018      | Friederike Schlumborn          | Arte   |
| 221        | 11        | Zu Tisch ... im Lake District, Großbritannien | 14. Okt. 2018      | Adam Wakeling, Kristian Kähler | Arte   |
| 222        | 12        | Zu Tisch ... in den Westalpen, Frankreich     | 18. Nov. 2018      | Marie Villetelle               | Arte   |
| 223        | 13        | Zu Tisch ... am Weißensee, Österreich         | 23. Dez. 2018      | Wilma Pradetto                 | Arte   |

### 2019
| Nr. (ges.) | Nr. (St.) | Originaltitel                              | Erstausstrahlung D | Drehbuch                      | Sender |
| ---------- | --------- | ------------------------------------------ | ------------------ | ----------------------------- | ------ |
| 224        | 1         | Zu Tisch ... in Kantabrien, Spanien        | 6. Jan. 2019       | Claus Wischmann               | Arte   |
| 225        | 2         | Zu Tisch ... in Nordfriesland, Deutschland | 10. Feb. 2019      | Hanna Leissner                | Arte   |
| 226        | 3         | Zu Tisch ... in Garfagnana, Italien        | 10. März 2019      | Cristina Ricci, Stefan Pannen | Arte   |
| 227        | 4         | Zu Tisch ... in Finnmark, Norwegen         | 7. Apr. 2019       | Holger Preuße                 | Arte   |
| 228        | 5         | Zu Tisch ... in Ost-Rumänien               | 5. Mai 2019        | Catalina Gagiu, Stefan Pannen | Arte   |
| 229        | 6         | Zu Tisch ... auf Chios, Griechenland       | 2. Juni 2019       | Elke Sasse, Chrysanthi Goula  | Arte   |
| 230        | 7         | Zu Tisch ... in Marokko                    | 7. Juli 2019       | Silvia Palmigiano             | Arte   |
| 231        | 8         | Zu Tisch ... in Matera, Italien            | 3. Aug. 2019       | Stefanie Fleischmann          | Arte   |
| 232        | 9         | Zu Tisch ... in der Dauphiné, Frankreich   | 6. Okt. 2019       | Lorenz Findeisen              | Arte   |
| 233        | 10        | Zu Tisch ... im Wienerwald, Österreich     | 27. Okt. 2019      | Wilma Pradetto                | Arte   |
| 234        | 11        | Zu Tisch ... im Rheinland, Deutschland     | 10. Nov. 2019      | Hanna Leissner                | Arte   |
| 235        | 12        | Zu Tisch ... in Island                     | 15. Dez. 2019      | Marvin Entholt                | Arte   |

### 2020
| Nr. (ges.) | Nr. (St.) | Originaltitel                                            | Erstausstrahlung D | Drehbuch                       | Sender |
| ---------- | --------- | -------------------------------------------------------- | ------------------ | ------------------------------ | ------ |
| 236        | 1         | Zu Tisch ... in Württemberg, Deutschland                 | 12. Jan. 2020      | Stefanie Fleischmann           | Arte   |
| 237        | 2         | Zu Tisch ... in Nord-Bosnien                             | 9. Feb. 2020       | Mirjana Momirović              | Arte   |
| 238        | 3         | Zu Tisch ... in Aquitanien, Frankreich                   | 1. März 2020       | Alix François Meier            | Arte   |
| 239        | 4         | Zu Tisch ... auf Sylt, Deutschland                       | 3. Mai 2020        | Kristian Kähler                | Arte   |
| 240        | 5         | Zu Tisch ... auf Teneriffa, Spanien                      | 7. Juni 2020       | Claus Wischmann                | Arte   |
| 241        | 6         | Zu Tisch ... an der Côte d’Azur, Frankreich              | 5. Juli 2020       | Lorenz Findeisen, Paul Pflüger | Arte   |
| 242        | 7         | Zu Tisch ... im Salzkammergut, Österreich                | 23. Aug. 2020      | Wilma Pradetto                 | Arte   |
| 243        | 8         | Zu Tisch ... in den Provenzalischen Voralpen, Frankreich | 6. Sep. 2020       | Marie Villetelle               | Arte   |
| 244        | 9         | Zu Tisch ... in der Pantelleria, Italien                 | 13. Nov. 2020      | Caroline Haertel               | Arte   |
| 245        | 10        | Zu Tisch ... in Swanetien, Georgien                      | 4. Okt. 2020       | Holger Preuße                  | Arte   |
| 246        | 11        | Zu Tisch ... in Connemara, Irland                        | 1. Nov. 2020       | Silvia Palmigiano              | Arte   |
| 247        | 12        | Zu Tisch ... in Västerbotten, Schweden                   | 13. Dez. 2020      | Holger Preuße                  | Arte   |

### 2021
| Nr. (ges.) | Nr. (St.) | Originaltitel                            | Erstausstrahlung D | Drehbuch                     | Sender |
| ---------- | --------- | ---------------------------------------- | ------------------ | ---------------------------- | ------ |
| 248        | 1         | Zu Tisch ... Oldenburger Land            | 10. Jan. 2021      | Hanna Leissner               | Arte   |
| 249        | 2         | Zu Tisch ... Wallis, Schweiz             | 14. Feb. 2021      | Friederike Schlumborn        | Arte   |
| 250        | 3         | Zu Tisch ... Rhön, Deutschland           | 7. März 2021       | Stefanie Fleischmann         | Arte   |
| 251        | 4         | Zu Tisch ... Slowenien                   | 4. Apr. 2021       | Mirjana Momirović            | Arte   |
| 252        | 5         | Zu Tisch ... Liechtenstein               | 2. Mai 2021        | Wilma Pradetto               | Arte   |
| 253        | 6         | Zu Tisch ... Kapverden                   | 13. Juni 2021      | Adama Ulrich                 | Arte   |
| 254        | 7         | Zu Tisch ... Bologna, Italien            | 4. Juli 2021       | Caroline Haertel             | Arte   |
| 255        | 8         | Zu Tisch ... Córdoba, Spanien            | 1. Aug. 2021       | Claus Wischmann              | Arte   |
| 256        | 9         | Zu Tisch ... Pindosgebirge, Griechenland | 3. Okt. 2021       | Elke Sasse, Chrysanthi Goula | Arte   |
| 257        | 10        | Zu Tisch ... Martinique, Frankreich      | 6. Nov. 2021       | Elke Sasse, Pascal Capitolin | Arte   |
| 258        | 11        | Zu Tisch ... Sauerland, Deutschland      | 7. Nov. 2021       | Hanna Leissner               | Arte   |
| 259        | 12        | Zu Tisch ... Vaucluse, Frankreich        | 20. Nov. 2021      | Alix François Meier          | Arte   |
| 260        | 13        | Zu Tisch ... Essonne, Frankreich         | 27. Nov. 2021      | Marie Villetelle             | Arte   |
| 261        | 14        | Zu Tisch ... Vojvodina, Serbien          | 4. Dez. 2021       | Mirjana Momirović            | Arte   |
| 262        | 15        | Zu Tisch ... Kaschubei, Polen            | 11. Dez. 2021      | Adama Ulrich                 | Arte   |
| 263        | 16        | Zu Tisch ... Jämtland, Schweden          | 12. Dez. 2021      | Holger Preuße                | Arte   |
| 264        | 17        | Zu Tisch ... Saarland, Deutschland       | 18. Dez. 2021      | Friederike Schlumborn        | Arte   |

### 2022
| Nr. (ges.) | Nr. (St.) | Originaltitel                           | Erstausstrahlung D | Drehbuch                                 | Sender |
| ---------- | --------- | --------------------------------------- | ------------------ | ---------------------------------------- | ------ |
| 265        | 1         | Zu Tisch ... Kleinwalsertal, Österreich | 1. Jan. 2022       | Wilma Pradetto                           | Arte   |
| 266        | 2         | Zu Tisch ... Schwabenland, Deutschland  | 6. Feb. 2022       | Hanna Leissner                           | Arte   |
| 267        | 3         | Zu Tisch ... Paris, Frankreich          | 6. März 2022       | Lorenz Findeisen                         | Arte   |
| 268        | 4         | Zu Tisch ... Lettland                   | 1. Mai 2022        | Adama Ulrich                             | Arte   |
| 269        | 5         | Zu Tisch ... Euböa, Griechenland        | 5. Juni 2022       | Elke Sasse                               | Arte   |
| 270        | 6         | Zu Tisch ... Alpujarra, Spanien         | 3. Juli 2022       | Alba Vivancos, Marie Villetelle          | Arte   |
| 271        | 7         | Zu Tisch ... Zentral-Portugal           | 7. Aug. 2022       | Stella Könemann                          | Arte   |
| 272        | 8         | Zu Tisch ... Westsizilien, Italien      | 2. Okt. 2022       | Caroline Haertel                         | Arte   |
| 273        | 9         | Zu Tisch ... Gallura, Sardinien         | 9. Okt. 2022       | Holger Preuße, Cristina Ricci            | Arte   |
| 274        | 10        | Zu Tisch ... Kastilien-León, Spanien    | 22. Okt. 2022      | Alba Vivancos Folch, Claus Wischmann     | Arte   |
| 275        | 11        | Zu Tisch ... Snowdonia, Großbritannien  | 6. Nov. 2022       | Martin Koddenberg, Friederike Schlumborn | Arte   |
| 276        | 12        | Zu Tisch ... Dresden, Deutschland       | 25. Dez. 2022      | Wilma Pradetto                           | Arte   |

### 2023
| Nr. (ges.) | Nr. (St.) | Originaltitel                           | Erstausstrahlung D | Drehbuch             | Sender |
| ---------- | --------- | --------------------------------------- | ------------------ | -------------------- | ------ |
| 277        | 1         | Zu Tisch ... Kalabrien, Italien         | 15. Jan. 2023      | Caroline Haertel     | Arte   |
| 278        | 2         | Zu Tisch ... Berlin, Deutschland        | 12. Feb. 2023      | Peter Podjavorsek    | Arte   |
| 279        | 3         | Zu Tisch ... Guernsey, Britische Inseln | 5. März 2023       | Friederike Schlumbom | Arte   |
| 280        | 4         | Zu Tisch ... Ötztal, Österreich         | 30. Apr. 2023      | Wilma Pradetto       | Arte   |
| 281        | 5         | Zu Tisch ... Färöer-Inseln, Dänemark    | 7. Mai 2023        | Marvin Entholt       | Arte   |
| 282        | 6         | Zu Tisch ... Lošinj, Kroatien           | 2. Juni 2023       | Wilma Pradetto       | Arte   |
| 283        | 7         | Zu Tisch ... Triester Karst, Italien    | 6. Aug. 2023       | Holger Preuße        | Arte   |
| 284        | 8         | Zu Tisch ... Korfu, Griechenland        | 3. Sep. 2023       | Adama Ulrich         | Arte   |
| 285        | 9         | Zu Tisch ... Devon, Großbritannien      | 1. Okt. 2023       | Martin Koddenberg    | Arte   |
| 286        | 10        | Zu Tisch ... Südalbanien                | 5. Nov. 2023       | Elke Sasse           | Arte   |
| 287        | 11        | Zu Tisch ... Tal der Rosen, Bulgarien   | 10. Dez. 2023      | Claus Wischmann      | Arte   |

### 2024
| Nr. (ges.) | Nr. (St.) | Originaltitel                               | Erstausstrahlung D | Drehbuch                      | Sender |
| ---------- | --------- | ------------------------------------------- | ------------------ | ----------------------------- | ------ |
| 288        | 1         | Zu Tisch ... Lofoten, Norwegen              | 7. Jan. 2024       | Hanna Leissner                | Arte   |
| 289        | 2         | Zu Tisch ... San Sebastián, Spanien         | 11. Feb. 2024      | Friederike Schlumbom          | Arte   |
| 290        | 3         | Zu Tisch ... Tahiti, Französisch-Polynesien | 9. März 2024       | Saskia Heim                   | Arte   |
| 291        | 4         | Zu Tisch ... Litauen                        | 31. März 2024      | Marvin Entholt                | Arte   |
| 292        | 5         | Zu Tisch ... Cap Bon, Tunesien              | 7. Apr. 2024       | Lorenz Findeisen              | Arte   |
| 293        | 6         | Zu Tisch ... Bad Gastein, Österreich        | 5. Mai 2024        | Wilma Pradetto                | Arte   |
| 294        | 7         | Zu Tisch ... zwischen Elsass und Pfalz      | 2. Juni 2024       | Alix François Meier           | Arte   |
| 295        | 8         | Zu Tisch ... Mähren, Tschechien             | 7. Juli 2024       | Carsten Heider                | Arte   |
| 296        | 9         | Zu Tisch ... Capri, Italien                 | 8. Aug. 2024       | Holger Preuße, Cristina Ricci | Arte   |
| 297        | 10        | Zu Tisch ... Mosel, Deutschland             | 6. Okt. 2024       | Lorenz Findeisen              | Arte   |
| 298        | 11        | Zu Tisch ... Südsteiermark, Österreich      | 20. Okt. 2024      | Wilma Pradetto                | Arte   |
| 299        | 12        | Zu Tisch ... Mittelfranken, Deutschland     | 3. Nov. 2024       | Hanna Leissner                | Arte   |
| 300        | 13        | Zu Tisch ... Røros, Norwegen                | 1. Dez. 2024       | Stella Könemann               | Arte   |
| 301        | 14        | Zu Tisch ... Straßburg, Frankreich          | 22. Dez. 2024      | Verena Mayer, Jakob Groth     | Arte   |

### 2025
| Nr. (ges.) | Nr. (St.) | Originaltitel                         | Erstausstrahlung D | Drehbuch            | Sender |
| ---------- | --------- | ------------------------------------- | ------------------ | ------------------- | ------ |
| 302        | 1         | Zu Tisch ... Bordelais, Frankreich    | 5. Jan. 2025       | Sonja Fröhlich      | Arte   |
| 303        | 2         | Zu Tisch ... Ischia, Italien          | 10. Jan. 2025      | Britta Rating       | Arte   |
| 304        | 3         | Zu Tisch ... Maremma, Italien         | 7. Feb. 2025       | Emanuela Casentini  | Arte   |
| 305        | 4         | Zu Tisch ... Lanzarote, Spanien       | 9. Feb. 2025       | Alba Vivancos Folch | Arte   |
| 306        | 5         | Zu Tisch ... Wales, Großbritannien    | 2. März 2025       | Britta Rating       | Arte   |
| 307        | 6         | Zu Tisch ... Montafon, Österreich     | 7. März 2025       | Wilma Pradetto      | Arte   |
| 308        | 7         | Zu Tisch ... Galiläa, Israel          | 6. Apr. 2025       | Antje Behr          | Arte   |
| 309        | 8         | Zu Tisch ... Schwarzmeerküste, Türkei | 18. Mai 2025       | Gordian Arneth      | Arte   |
| 310        | 9         | Zu Tisch ... Zentralserbien           | 1. Juni 2025       | Mirjana Momirovic   | Arte   |